# Zaragoza kommun, Puebla
Zaragoza är en kommun i Mexiko.   Den ligger i delstaten Puebla, i den sydöstra delen av landet, 170 km öster om huvudstaden Mexico City. Antalet invånare är 10 743.
Följande samhällen finns i Zaragoza:
- Zaragoza
- Morelos
- Acuaco
- Las Trancas
- San José Buenavista
- Xalehuala
- Porvenir
- El Retiro